# Mieczysław Dratwa
Mieczysław Franciszek Grzegorz Dratwa (ur. 26 listopada 1894 w Chróstowie, zm. wiosną 1940 w Charkowie) – kapitan artylerii Wojska Polskiego, działacz niepodległościowy, ofiara zbrodni katyńskiej.

## Życiorys
Syn Konstantego i Kornelii z Sołtysińskich, urodzony 26 listopada 1894 w Chróstowie, w ówczesnym powiecie inowrocławskim rejencji bydgoskiej. W czasie I wojny światowej walczył w szeregach armii niemieckiej, a następnie wziął udział w powstaniu wielkopolskim. 
19 stycznia 1921 został zatwierdzony z dniem 1 kwietnia 1920 w stopniu porucznika, w artylerii, w grupie oficerów byłej armii niemieckiej. Po zakończeniu działań wojennych pozostał w wojsku jako oficer zawodowy i kontynuował służbę w 17 pułku artylerii polowej w Gnieźnie. 3 maja 1922 został zweryfikowany w stopniu porucznika ze starszeństwem od 1 czerwca 1919 i 12. lokatą w korpusie oficerów artylerii. 31 marca 1924 prezydent RP nadał mu stopień kapitana ze starszeństwem z dnia 1 lipca 1923 i 9. lokatą w korpusie oficerów artylerii. W lipcu 1930 został przeniesiony do 26 pułku artylerii polowej w Skierniewicach na stanowisko dowódcy I dywizjonu. Od 26 lutego 1931 do 1 maja 1933 pełnił obowiązki kwatermistrza pułku, a następnie został przeniesiony do 26 Dywizji Piechoty w Skierniewicach na stanowisko II oficera sztabu. W 1938 został przeniesiony do 20 pułku artylerii lekkiej w Prużanie. W marcu 1939 pełnił służbę na stanowisku oficera mobilizacyjnego pułku. W tym czasie był najstarszym według starszeństwa kapitanem artylerii służby stałej.
W nieznanych okolicznościach, po agresji ZSRR na Polskę (17 września 1939), dostał się do sowieckiej niewoli i został osadzony w obozie w Starobielsku. Wiosną 1940 został zamordowany przez funkcjonariuszy NKWD w Charkowie i pogrzebany w Piatichatkach. Od 17 czerwca 2000 spoczywa na Cmentarzu Ofiar Totalitaryzmu w Charkowie. Figuruje na tzw. liście Gajdideja (poz. 981).
27 listopada 1935 w Żninie zawarł związek małżeński z Haliną Średzińską.
5 października 2007 minister obrony narodowej Aleksander Szczygło mianował go pośmiertnie na stopień majora. Awans został ogłoszony 9 listopada 2007, w Warszawie, w trakcie uroczystości „Katyń Pamiętamy – Uczcijmy Pamięć Bohaterów”.

## Ordery i odznaczenia
- Krzyż Niepodległości – 9 listopada 1932 „za pracę w dziele odzyskania niepodległości”[22][23]
- Krzyż Walecznych[24][17]
- Srebrny Krzyż Zasługi[17]
- Medal Pamiątkowy za Wojnę 1918–1921[1]
- Medal Dziesięciolecia Odzyskanej Niepodległości[1]